# Krutói (Krasnodar)
Krutói (del ruso: Крутой) es un posiólok del raión de Tijoretsk del krai de Krasnodar, en Rusia. Está situado en las llanuras de Kubán-Priazov, en la orilla derecha del arroyo Krumenkaya, afluente del río Tijonkaya, tributario del Chelbas, 9 km al este de Tijoretsk y 132 km al nordeste de Krasnodar, la capital del krai. Tenía 811 habitantes en 2010.
Es cabeza del municipio Krutoye, al que pertenece asimismo Stepnói y Urozhaini

## Economía
Las principales empresas del municipio se dedican a la agricultura (ZAO Niva, OOO Plodorodiye, y OOO Preobrazheniye).